# Coupe d'Asie du Sud de football 2008
Navigation
Pakistan 2005 Bangladesh 2009
La Coupe d'Asie du Sud de football 2008 est la 7e édition de la compétition de football opposant les équipes des pays et territoires situés en Asie du Sud. Elle est organisée par la Fédération d'Asie du Sud de football (SAFF). Initialement prévue en 2007, elle est décalée au mois de juin 2008.
Comme pour les éditions précédentes, les 8 nations membres de la SAFF participent à la compétition. Un premier tour voit les équipes réparties en 2 poules de 4, où chacun affronte une fois ses adversaires. Les 2 premiers de chaque poule sont qualifiés pour la phase finale, disputée en demi-finales et finale.
C'est l'équipe des Maldives, pays coorganisateur, qui remporte la compétition pour la première fois.

## Équipes participantes
| - Maldives (Pays coorganisateur) - Inde - Sri Lanka (Pays coorganisateur) - Bangladesh - Pakistan - Bhoutan - Népal - Afghanistan |

## Compétition

### Groupe A
| Classement final |          |     |   |   |   |   |    |    |      |
|                  | Équipe   | Pts | J | G | N | P | BP | BC | Diff |
| 1                | Inde     | 9   | 3 | 3 | 0 | 0 | 7  | 1  | +6   |
| 2                | Maldives | 6   | 3 | 2 | 0 | 1 | 7  | 2  | +5   |
| 3                | Népal    | 3   | 3 | 1 | 0 | 2 | 5  | 9  | -4   |
| 4                | Pakistan | 0   | 3 | 0 | 0 | 3 | 2  | 9  | -7   |

| 3 juin | Inde     | 4 | 0 | Népal    |
|        | Maldives | 3 | 0 | Pakistan |
| 5 juin | Inde     | 2 | 1 | Pakistan |
|        | Maldives | 4 | 1 | Népal    |
| 7 juin | Népal    | 4 | 1 | Pakistan |
|        | Inde     | 1 | 0 | Maldives |

### Groupe B
| Classement final |             |     |   |   |   |   |    |    |      |
|                  | Équipe      | Pts | J | G | N | P | BP | BC | Diff |
| 1                | Sri Lanka   | 7   | 3 | 2 | 1 | 0 | 5  | 2  | +3   |
| 2                | Bhoutan     | 4   | 3 | 1 | 1 | 1 | 4  | 4  | 0    |
| 3                | Bangladesh  | 2   | 3 | 0 | 2 | 1 | 3  | 4  | -1   |
| 4                | Afghanistan | 2   | 3 | 0 | 2 | 1 | 5  | 7  | -2   |

| 4 juin | Bhoutan    | 1 | 1 | Bangladesh  |
|        | Sri Lanka  | 2 | 2 | Afghanistan |
| 6 juin | Bangladesh | 2 | 2 | Afghanistan |
|        | Sri Lanka  | 2 | 0 | Bhoutan     |
| 8 juin | Bhoutan    | 3 | 1 | Afghanistan |
|        | Sri Lanka  | 1 | 0 | Bangladesh  |

### Tableau final
|  | Demi-finales | Demi-finales |      |   | Finale | Finale |
|  | Demi-finales | Demi-finales |      |   | Finale | Finale |
|  |              |              |      |   |        |        |
|  |              |              |      |   |        |        |
|  |              |              |      |   |        |        |
|  | Inde a.p.    | 2            |      |   |        |        |
|  | Inde a.p.    | 2            |      |   |        |        |
|  | Bhoutan      | 1            |      |   |        |        |
|  | Bhoutan      | 1            | Inde | 0 |        |        |
|  |              |              | Inde | 0 |        |        |
|  |              | Maldives     | 1    |   |        |        |
|  | Sri Lanka    | Maldives     | 1    | 0 |        |        |
|  | Sri Lanka    |              |      | 0 |        |        |
|  | Maldives     | 1            |      |   |        |        |
|  | Maldives     | 1            |      |   |        |        |

#### Demi-finales
| 11 juin 2008 | Inde                               | 2 - 1 a.p. | Bhoutan   | Rasmee Dhandu Stadium, Malé |  |
| 11:00        | Chetri 30e · Gouramangi Singh 120e |            | Dorji 18e |                             |  |

| 11 juin 2008 | Maldives   | 1 - 0 | Sri Lanka | Sugathadasa Stadium, Colombo |  |
| 14:00        | Fazeel 70e |       |           |                              |  |

#### Finale
| 14 juin 2008 | Maldives   | 1 - 0 | Inde | Sugathadasa Stadium, Colombo |                      |
| 14:00        | Naseer 87e |       |      | Spectateurs : 20 000         | Spectateurs : 20 000 |

| Coupe d'Asie du Sud 2008 Vainqueur Maldives Premier titre |